# Flacourtia tomentella
Flacourtia tomentella är en videväxtart som beskrevs av Friedrich Anton Wilhelm Miquel. Flacourtia tomentella ingår i släktet Flacourtia och familjen videväxter. Inga underarter finns listade i Catalogue of Life.